# Hattori Kazutada
Hattori Kazutada est un nom japonais traditionnel ; le nom de famille (ou le nom d'école), Hattori, précède donc le prénom (ou le nom d'artiste).
Hattori Kazutada (服部 一忠, décédé en juillet 1595) est un samouraï de l'époque Sengoku de l'histoire du Japon. Il est aussi connu sous les noms « Hattori Koheita » (服部 小平太) et « Hattori Unemenokami » (服部 采女正).
Né dans la province d'Owari au centre du Japon, Hattori Kazutada commence par être page auprès d'Oda Nobunaga et combat en tant que hallebardier contre Imagawa Yoshimoto lors de la bataille d'Okehazama en 1560. Pendant cette bataille, Kazutada est le premier des hommes de Nobunaga à monter une attaque personnelle sur Imagawa Yoshimoto mais reçoit un coup d'épée dans les jambes et est sur le point d'être tué quand Mōri Yoshikatsu vient à sa rescousse et tue Yoshimoto. Il est récompensé par Nobunaga pour son rôle dans la victoire mais on en sait peu sur son service ultérieur.
Après l'assassinat de Nobunaga, il fait allégeance à Toyotomi Hideyoshi et en est récompensé par le 5e rang de cour en 1585. À la suite de la bataille d'Odawara en 1590, il est récompensé par le château de Matsuzaka dans la province d'Ise aux revenus de 35 000 koku puis est nommé pour aider Toyotomi Hidetsugu, le successeur désigné de Hideyoshi. Il prend part à la campagne de Bunroku en Corée (1592-1593), où il s'empare de la capitale coréenne, Séoul. Il fait ensuite partie d'une purge avec d'autres partisans de Hidetsugu en 1595 et forcé de commettre seppuku.

## Source de la traduction
- (en) Cet article est partiellement ou en totalité issu de l’article de Wikipédia en anglais intitulé « Hattori Kazutada » (voir la liste des auteurs).